# 张忠惠
张忠惠（1937年8月—），男，汉族，重庆人，中华人民共和国政治人物，曾任中共四川省重庆市委统战部部长，重庆市政协副主席。